# آلیاژهای آنتروپی بالا

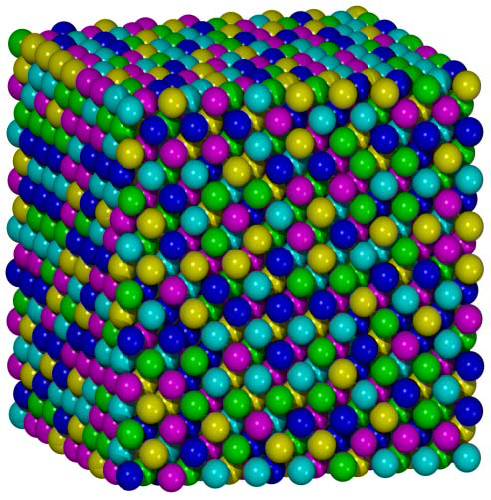
ساختار اتمی مکعبی با وجوه مرکزپر آلیاژ CoCrFeMnNi

آلیاژهای با آنتروپی بالا (به انگلیسی: High-entropy alloy) از ترکیب تقریباً مساوی یا نسبتاً بزرگ از پنج عنصر یا بیشتر به وجود می‌آیند. پیش از سنتز این مواد، آلیاژهای متداول فلزی معمولاً تنها از یک یا دو عنصر اصلی با مقادیر کمتری از عناصر دیگر تشکیل شده بودند. برای مثال، با افزودن ناخالصی به آهن میتوان ویژگی‌های آن را بهبود داد و در نتیجه یک آلیاژ مبتنی بر آهن ایجاد کرد، اما معمولاً با درصدهای کم، همچون کربن، منگنز و دیگر عناصر که در انواع فولادها کاربرد دارد. بنابراین، آلیاژهای با آنتروپی بالا دسته‌ی نوآورانه از مواد هستند. اصطلاح "آلیاژهای با آنتروپی بالا" توسط دانشمند تایوانی ژیان-وی یه ابداع شد، زیرا افزایش آنتروپی ترکیب به شدت بیشتر است زمانی که تعداد بیشتری از عناصر در مخلوط وجود دارد و نسبت‌های آنها نزدیک‌تر به یکدیگر هستند. خواص مهمی که ترکیب این عناصر از خود نشان می‌دهد، سبب توجه گستردهٔ محققین طی چند سال گذشته شده و به سرعت در زمینه‌های مختلف تحقیقاتی و کاربردی پیشرفت داشته‌است.
ترکیب عناصر با ساختارهای FCC- BCC و HCP، آلیاژهای محلول جامد نامنظم با همان ساختار اولیه یا ترکیبی از آن‌ها را به وجود می‌آورد. بالا بودن آنتروپی، اعوجاج شدید شبکه، نفوذ آهسته و اثر کوکتل که به اثرات هسته شهرت دارند، از جمله مهم‌ترین آثار طراحی و ساخت این آلیاژها می‌باشد که باعث ایجاد خواص مطلوبی از جمله استحکام بالا، مقاومت به خوردگی بالا، مقاومت به سایش بالا و قابلیت استفاده در دمای بالا می‌شود.

## توسعه اولیه
گرچه HEAها از اوایل سال ۱۹۸۱ و ۱۹۹۶ در نظر گرفته می‌شدند و در سراسر دهه ۱۹۸۰، در 1995Jien-Wei Yeh ایده خود را برای راه‌های ایجاد آلیاژهای با آنتروپی بالا در ۱۹۹۵ مطرح کرد، در حالی که رانندگی از طریق Hsinchu، تایوان، حومه شهر. بلافاصله بعد از تصمیم او شروع به ایجاد این آلیاژهای خاص فلز در آزمایشگاه خود کرد. با توجه به اینکه تایوان تنها کشوری است که بیش از یک دهه در مورد این آلیاژها تحقیق می‌کند، اکثر کشورهای دیگر در اروپا، ایالات متحده و سایر نقاط جهان از توسعه HEA عقب مانده‌اند. علاقه قابل توجه تحقیقاتی از کشورهای دیگر تا زمانی که Jien-Wei Yeh و تیم وی از دانشمندان تایوانی اولین آلیاژهای آنتروپی بالا را اختراع و ساخته‌اند که می‌تواند در برابر دما و فشارهای بسیار بالا مقاومت کند، ایجاد نشد. برنامه‌های کاربردی بالقوه شامل استفاده در پیشرفته‌ترین اتومبیل‌های مسابقه ای، فضاپیماها، زیردریایی‌ها، رآکتورهای هسته ای، هواپیماهای جت، سلاح‌های هسته ای، موشک‌های دور صوت و غیره است.

## تعریف
هیچ تعریفی که از نظر HEA پذیرفته شده باشد وجود ندارد. در اصل HEAها به عنوان آلیاژهایی تعریف می‌شوند که حاوی حداقل ۵ عنصر با غلظت‌های ۵ تا ۳۵ درصد اتمی هستند. تحقیقات بعدی نشان داد که این تعریف می‌تواند گسترش یابد. اتو و همکاران پیشنهاد کرد که فقط آلیاژهایی که یک محلول جامد و بدون فازهای بین فلزی تشکیل می‌دهند باید آلیاژهای با آنتروپی بالا در نظر گرفته شوند، زیرا تشکیل فازهای مرتب باعث کاهش آنتروپی سیستم می‌شود. برخی از نویسندگان آلیاژهای ۴ جز را به عنوان آلیاژهای آنتروپی بالا توصیف کرده‌اند در حالی که برخی دیگر پیشنهاد کرده‌اند که آلیاژها سایر نیازهای HEA را برآورده می‌کنند، اما فقط با ۲–۴ عنصر یا یک آنتروپی مخلوط بین R و 1.5R دارند باید آلیاژهای «آنتروپی متوسط» در نظر گرفته شود.

## طراحی آلیاژ
در طراحی آلیاژ معمولی، یک عنصر اصلی مانند آهن، مس یا آلومینیوم به دلیل خواص آن انتخاب می‌شود. سپس، مقدار کمی عناصر اضافی برای بهبود یا افزودن خصوصیات اضافه می‌شود. حتی در میان سیستم‌های آلیاژی باینری، موارد متداول استفاده از هر دو عنصر در نسبت‌های تقریباً مساوی مانند لحیم Pb - Sn وجود دارد. بنابراین، از نتایج تجربی در مورد مراحل نزدیک لبه‌های نمودارهای فاز دوتایی و گوشه‌های نمودارهای فازهای سه تایی و در مورد مراحل نزدیک به مراکز شناخته شده‌است. در سیستم‌های مرتبه بالاتر (4+ components)که نمی‌توان به راحتی در نمودار فاز ۲ بعدی نشان داد، عملاً چیزی مشخص نیست.

## فرایند ساختن و سنتز

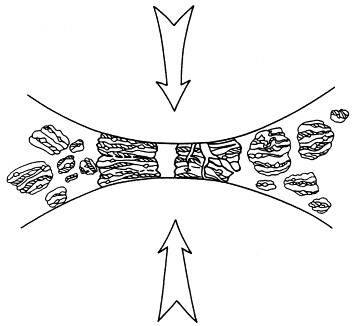
اسپاترینگ

آلیاژهای آنتروپی بالا از طریق فاز مایع (برای نمونه ذوب قوسی)، از فاز جامد (آلیاژسازی مکانیکی، یک تکنیک حالت جامد انجام فرایند بر روی پودر که شامل جوش سرد، شکست و جوش مجدد ذرات پودری در آسیاب گلوله‌ای با انرژی بالا است)، از فاز گازی (از طریق تکنیک اسپاترینگ یا کند و پاش برای ساخت پوشش‌های مقاوم به سایش) و روش الکتروشیمیایی ساخته می‌شوند.

## تشکیل فاز
قانون فاز گیبس ، {\displaystyle F=C-P+2} ، می‌تواند برای تعیین حد بالا در تعداد فازهایی که در یک سیستم تعادل تشکیل می‌شود، استفاده شود. کانتور در مقاله خود در سال ۲۰۰۴، آلیاژی ۲۰ جز component ایجاد کرد که حاوی ۵ درصد درصد Mn , Cr , Fe , Co , Ni , Cu , Ag , W، Mo , Nb , Al , Cd , Sn , Pb , Bi , Zn , Ge بود، Si , Sb و Mg. در فشار ثابت، قاعده فاز برای ۲۱ مرحله در تعادل امکان‌پذیر است، اما در واقع تعداد بسیار کمتری تشکیل می‌شود. فاز غالب یک مرحله محلول جامد مکعب صورت محور بود که حاوی عمدتاً Fe , Ni , Cr , Co و Mn بود. از این نتیجه، آلیاژ FeCrMnNiCo، که فقط یک فاز محلول جامد را تشکیل می‌دهد، تولید شد.
قوانین هیوم-روتری از نظر تاریخی برای تعیین اینکه آیا یک مخلوط یک محلول جامد تشکیل می‌دهد، اعمال شده‌است. تحقیقات در مورد آلیاژهای آنتروپی بالا نشان داده‌است که در سیستم‌های چند جزئی، این قوانین تمایل دارند کمی آرام شوند. به‌طور خاص، به نظر نمی‌رسد که این قاعده که عناصر حلال و املاح باید ساختار بلوری یکسانی داشته باشند، اعمال می‌شود، زیرا Fe , Ni , Cr , Co و Mn دارای ۴ ساختار مختلف کریستالی به عنوان عناصر خالص هستند (و هنگامی که عناصر به‌طور مساوی وجود داشته باشند غلظت، هیچ تمایز معنی داری بین عناصر «حلال» و «املاح» وجود ندارد).

## اثرات هسته

ساختار BCC

ساختار HCP

اثر آنتروپی بالا نشان می‌دهد که فاز محلول جامد نامنظم زمانی که دما به قدر کافی بالا باشد که معمولاً هم در تعداد مول‌های برابر رخ می‌دهد، می‌تواند تثبیت گردد. اثر نفوذ آهسته بیان می‌دارد که انتقالات جنبشی برای این نوع آلیاژها نسبت به نوع رایج آن‌ها بسیار کند است که بخشی از آن به علت بالا بودن انرژی فعالسازی برای نفوذ جانشینی است و بخش دیگر آن به پدیدهٔ اتمی موضعی برمی‌گردد که نفوذ را متوقف می‌کند.
ساختار کریستالی این آلیاژها ساختارهای رایج FCC – BCC و HCP است که بخاطر متفاوت بودن اندازهٔ اتمهای تشکیل دهنده دچار تغییر شکل شدید می‌شود، که این بیانی از اثر اعوجاج شدید شبکه است. مطابق اثر کوکتل، استحکام محلول جامد آنتروپی بالا از استحکام میانگین وزن‌دار عناصر تشکیل دهنده‌اش بیشتر و بالاتر است. توجه شود که این اثر مانند سایر اثرات مطرح شده، برآمده از برهم‌کنش‌های پیچیدهٔ اتمی است.
اثرات هسته به آلیاژهای آنتروپی بالا خواص ویژه‌ای می‌بخشد که در زمینه‌های مختلف کاربردی خواهد بود. به‌طور کلی ساختار تک فاز FCC بسیار شکل‌پذیر است در حالیکه BCC به علت استحکام قابل توجه، استحکام افزایش یافته‌ای از خود نشان می‌دهد. ترکیب این دو ساختار ویژگی هردو را خواهد داشت، مادهٔ شکل‌پذیر با استحکام بالا.
علاوه بر آن، بسیاری از آلیاژهای آنتروپی بالا در نتیجهٔ کاهش انرژی جنبشی بایگانی‌شده  در ۲۸ نوامبر ۲۰۲۰ توسط Wayback Machine، به‌صورت استثنایی در دماهای بالا عمل می‌کنند. آن‌ها رفتار خزشی بسیار خوبی دارند چراکه بسیار پایدار و مقاوم در برابر نرم شدن حرارتی حتی در درجه‌های بسیار بالا، هستند.
با توجه به نفوذ کند این آلیاژها، از آن‌ها به عنوان پوشش‌های مانع نفوذ استفاده می‌شود. مطالعات اخیر همچنین نشان داده‌است که تعدادی از آن‌ها قادر به مقاومت در برابر طیف وسیعی از محیط‌های خورنده حتی در دماهای بالا هستند.

## آنالیز ترمودینامیکی
با توجه به قانون انرژی آزاد گیبس، می‌توان تعداد فازهایی که در شرایط تعادل ترمودینامیکی ایجاد می‌شوند را بدست آورد. در رابطهٔ زیر که در آن F بیانگر درجه آزادی، C تعداد عناصر اصلی تشکیل دهنده و P تعداد فازهایی که می‌تواند تشکیل شود:
{\displaystyle F=C-P+1}
رویه‌های تجربی و محاسباتی نشان می‌دهد که بعد از فرایند جامدسازی، این آلیاژ از یک محلول جامد FCC تشکیل شده‌است. با وجود اینکه از نظر تئوری این آلیاژها قادر به تشکیل تعداد زیادی ساختار هستند، اما در واقعیت تنها تعدادی از آن‌ها پایدارند. آنتروپی تشکیل مانند یک عامل برای پایداری محلول جامد عمل می‌کند. یک ساختار زمانی پایدار است که تشکیل آن منجر به کاهش انرژی آزاد گیبس شود. برای اینکه یک محلول جامد قادر به تشکیل باشد، انرژی آزاد ترکیب شدن طبق معادله زیر باید منفی باشد:
{\displaystyle \Delta G_{mix}=\Delta H_{mix}-T.\Delta S_{mix}}
{\displaystyle G=H-T.S}
آنتروپی مخلوط شدن با چیدمان‌های اتمی که سیستم می‌تواند داشته باشد، در ارتباط است که برای سیستم‌های چندجزئی از رابطهٔ زیر بدست می‌آید:
{\displaystyle \Delta S_{mix}=-nR\sum _{i=1}^{j}X_{i}\ln X_{i}}
که در آن n تعداد مولها، R ثابت گازها و xi بیانگر کسر مولی است. مطابق رابطهٔ بالا، آنتروپی ترکیب زمانی بیشینه است که تعداد مول‌ها برابر باشد. همچنین آنتروپی با اضافه شدن عناصر هم افزایش می‌یابد. متعاقباً، محلول‌های جامد این نوع آلیاژها، آنتروپی تشکیل بشدت بالایی دارند. زمانی که دما به قدر کافی بالا باشد و تعداد مول‌ها هم برابر باشد، در معادلهٔ انرژی گیبس حاصل ضرب دما در آنتروپی بر آنتالپی غلبه می‌کند و در نهایت تغییرات انرژی منفی خواهد بود. از طرفی برای ترکیبات بین‌فلزی و سایر ترکیبات معلوم از آنجایی که تنها یک حالت ممکن برای چیدمان اتمی وجود دارد ، آنتروپی تشکیل تقریباً برابر با صفر است. سیستم در این حالت بگونه‌ای تشکیل می‌شود که تغییرات انرژی گیبس بیشتر منفی شود.

## نفوذ

نفوذ اتمی

نتایج آزمایشگاهی نشان می‌دهد که به‌طور کلی نفوذ در آلیاژهای آنتروپی بالا به‌طور مشخصی آهسته و کندتر از آلیاژهای معمولی است. این آلیاژها از عناصر جایگزینی تشکیل شده‌اند و می‌دانیم که نفوذ از طریق فضاهای خالی یا به عبارتی حفرات بین اتمی صورت می‌گیرد؛ در واقع تمرکز و حرکت حفره‌ها بر سرعت نفوذ تأثیر می‌گذارند:
{\displaystyle \Delta H_{mix}=\Delta H_{v}+\Delta H_{m}}
{\displaystyle D_{ij}=D_{0}.\exp(-\Delta H_{mix}/RT)}
رابطه بالا بیان می‌دارد که نفوذ به انرژی فعالسازی و دما بر حسب کلوین بستگی دارد و همان‌طور که در معادله مشخص است، افزایش کم انرژی فعالسازی نفوذ را به مقدار قابل توجهی کاهش می‌دهد و در توقف فرایند نفوذ بسیار مؤثر است. با توجه به رابطهٔ بالا، انرژی فعالسازی به آنتالپی تشکیل حفره ها({\displaystyle \Delta H_{v}}) و آنتالپی حرکت این فضاهای خالی وابسته است. در اتم‌های بین‌نشینی، عبارت مربوط به آنتالپی تشکیل حفره‌ها در حدود صفر است چراکه برای نفوذ نیاز به ایجاد حفره نیست؛ بنابراین سد انرژی برای این نفوذ کمتر است و در نتیجه نفوذ به‌طور قابل توجهی بالاتر است.

## خواص مکانیکی
مطابق آزمایش‌های گسترده، این آلیاژها سختی و استحکام فشاری بالایی در دمای اتاق و حتی در دماهای بالا دارند و شکل‌پذیری خوبی از خودشان نشان می‌دهند. به‌طور کل آلیاژهای با ساختار FCC استحکام پایین و پلاستیسیتهٔ بالا دارند، ساختارهای BCC اما در مقابل استحکام بالا و پلاستیسیتهٔ پایینی دارند؛ بنابراین ساختار آلیاژ عامل مهمی در خواص آن است.

## کاربردهای آلیاژهای آنتروپی بالا
- می‌توانند در صنایع هسته‌ای بکار روند. مقاومت در برابر تابش بسیار بالا و مقاومت در برابر خوردگی بالا، آن‌ها را به نامزدهای بالقوه برای مواد روکش مورد استفاده برای سوخت‌های هسته‌ای تبدیل می‌کنند.
- مفهوم آنتروپی بالا می‌تواند برای شبیه‌سازی فرایند شست‌وشوی‌های هسته‌ای مورد استفاده قرار گیرد. فرایند شکافت هسته‌ای فرایندی با افزایش آنتروپی است، زیرا تعداد عناصر با واکنش‌های شکافت هسته‌ای، در حال افزایش است.
- آلیاژهای آنتروپی بالا ممکن است به عنوان پوشش‌های مقاوم در برابر حرارت یا مقاوم در برابر سایش مورد استفاده قرار بگیرند. فناوری‌های جدید برای یکنواخت تر کردن و انسجام بیشتر پوشش آلیاژ آنتروپی بالا با بسترها مورد نیاز است.
- آلیاژهای آنتروپی بالای سبک‌وزن می‌تواند به عنوان پوشش برای امکانات تلفن همراه، مواد آند باتری و صنعت حمل‌ونقل استفاده شود.
- این آلیاژها می‌توانند خواص فوق‌العاده ویژهٔ پارامغناطیسی، فرومغناطیسی و مغناطیسی نرم از خود نشان بدهند که کاربردهای گوناگونی دارد.[۲۰][۲۱]